# Nilus jayakari
Espèce
Synonymes
- Thalassius jayakari F. O. Pickard-Cambridge, 1898
- Thalassius cummingi F. O. Pickard-Cambridge, 1898

Nilus jayakari est une espèce d'araignées aranéomorphes de la famille des Pisauridae.

## Distribution
Cette espèce est endémique d'Oman.

## Description
La femelle holotype mesure 27 mm.
Les femelles mesurent de 19 à 27 mm.

## Étymologie
Cette espèce est nommée en l'honneur d'Atmaram Sadashiv Jayakar.

## Publication originale
- F. O. Pickard-Cambridge, 1898 : On the cteniform spiders of Africa, Arabia and Syria. Proceedings of the Zoological Society of London, vol. 66, no 1, p. 13-32 (texte intégral).